# Campoletis punctata
Campoletis punctata là một loài tò vò trong họ Ichneumonidae.